# Colletotrichum coffeanum
Colletotrichum coffeanum är en svampart som beskrevs av F. Noack 1901. Colletotrichum coffeanum ingår i släktet Colletotrichum och familjen Glomerellaceae.  Utöver nominatformen finns också underarten virulans.